# Campionati panpacifici di nuoto
I Campionati panpacifici di nuoto sono una competizione natatoria di livello mondiale, nata nel 1985.
Inizialmente, e per le prime otto edizioni, furono organizzati con cadenza biennale ma, dall'edizione del 2002, si è passati ad una cadenza quadriennale.
Questa competizione fu pensata da quattro nazioni fondatrici: Canada, Giappone, Stati Uniti ed Australia, con l'intento di invitare tutte le nazioni interessate che si affacciano sull'Oceano Pacifico (da qui il nome della competizione) ed altre nazioni come il Brasile, ad eccezione delle nazioni europee.
Stati Uniti e Australia sono considerate vere potenze del nuoto mondiale e la qualità delle contendenti ha fatto sì che la considerazione attorno ai giochi crebbe di edizione in edizione, arrivando oggi ad essere considerati una delle principali competizioni natatorie mondiali al di fuori delle Olimpiadi, dei Mondiali e degli Europei. A differenza delle altre principali competizioni mondiali, ogni nazione partecipante può iscrivere alle competizioni un numero illimitato di atleti, che iniziano ad affrontarsi in turni preliminari di qualificazione; possono accedere però alle semifinali e alle finali solo due atleti per ogni nazione, di modo da dare possibilità di vittoria a molte nazioni diverse.
L'ultima edizione si è svolta in Giappone, nella città di Tokyo.

## Edizioni
| N° | Edizione | Città       | Paese       | Date                |
| -- | -------- | ----------- | ----------- | ------------------- |
| 1  | 1985     | Tokyo       | Giappone    | 15 – 18 agosto 1985 |
| 2  | 1987     | Brisbane    | Australia   | 13 – 16 agosto 1987 |
| 3  | 1989     | Tokyo       | Giappone    | 17 – 20 agosto 1989 |
| 4  | 1991     | Edmonton    | Canada      | 22 – 25 agosto 1991 |
| 5  | 1993     | Kōbe        | Giappone    | 12 – 15 agosto 1993 |
| 6  | 1995     | Atlanta     | Stati Uniti | 10 – 13 agosto 1995 |
| 7  | 1997     | Fukuoka     | Giappone    | 10 – 13 agosto 1997 |
| 8  | 1999     | Sydney      | Australia   | 22 – 29 agosto 1999 |
| 9  | 2002     | Yokohama    | Giappone    | 24 – 29 agosto 2002 |
| 10 | 2006     | Victoria    | Canada      | 17 – 20 agosto 2006 |
| 11 | 2010     | Irvine      | Stati Uniti | 18 – 22 agosto 2010 |
| 12 | 2014     | Gold Coast  | Australia   | 21 – 25 agosto 2014 |
| 13 | 2018     | Tokyo       | Giappone    | 9 – 13 agosto 2018  |
| 14 | 2026     | Los Angeles | Stati Uniti |                     |

## Medagliere complessivo
Aggiornato a Tokyo 2018
| Pos.   | Nazione       | Oro | Argento | Bronzo | Totale |
| ------ | ------------- | --- | ------- | ------ | ------ |
| 1      | Stati Uniti   | 277 | 192     | 140    | 609    |
| 2      | Australia     | 98  | 136     | 107    | 340    |
| 3      | Giappone      | 31  | 49      | 73     | 153    |
| 4      | Canada        | 18  | 45      | 74     | 137    |
| 5      | Cina          | 5   | 10      | 12     | 27     |
| 6      | Sudafrica     | 5   | 5       | 6      | 16     |
| 7      | Nuova Zelanda | 4   | 6       | 16     | 26     |
| 8      | Corea del Sud | 4   | 2       | 1      | 7      |
| 9      | Brasile       | 3   | 4       | 9      | 16     |
| 10     | Costa Rica    | 3   | 2       | 4      | 9      |
| 11     | Porto Rico    | 1   | 0       | 1      | 2      |
| 12     | Suriname      | 1   | 0       | 0      | 1      |
| 13     | Venezuela     | 0   | 1       | 0      | 1      |
| 14     | Cile          | 0   | 0       | 1      | 1      |
| Totale | Totale        | 449 | 452     | 444    | 1345   |